# Grosio
Grosio är en ort och kommun i provinsen Sondrio i regionen Lombardiet i Italien. Kommunen hade 4 443 invånare (2018).